# 상도국민학교 새섬분실
상도국민학교 새섬분실은 대한민국 전라남도 진도군 조도면 성남도리에 있었던 국민학교 분실이다.

## 연혁
- 일자미상 상도국민학교 새섬분실 개설 인가
- 1968년 4월 1일 새섬분실 개설, 도서벽지학교 '을'급 지정
- 1973년 3월 1일 도서벽지학교 '갑'급 조정
- 1975년 5월 16일 폐교 및 상도국민학교 통폐합